# Tönkös kacskagomba
A tönkös kacskagomba (Rhodotus palmatus) a Physalacriaceae családba tartozó, Eurázsiában és Észak-Amerikában honos, lombos fák korhadó törzsén élő, nem ehető gombafaj. Nemzetségének egyetlen faja.

## Megjelenése
A tönkös kacskagomba kalapja 3-8 cm széles, alakja kezdetben majdnem gömbszerű, később domború, idősen széles domborúan vagy laposan kiterül. Felülete eleinte kissé deres,  majd ráncoktól hálózatosan erezett. A kalapbőr alatti zselészerű rétegtől áttetsző. Színe fiatalon rózsaszín majd narancsos-rózsás, lazac- vagy sárgabarackszínű.
Húsa puha gumiszerű. Színe halványrózsaszínes. Szaga gyümölcsös, íze kesernyés. 
Közepesen sűrű lemezei szabadon állók vagy tönkhöz nőttek. Színük fiatalon fehéres, később rózsaszín-lazacszínű.
Tönkje 1-6 cm magas és 0,3-0,8 cm vastag. A kalap közepéhez csatlakozik vagy némileg excentrikus. Felszíne selymesen szálas vagy hamvas, idősen lecsupaszodik. Színe a kalapéhoz hasonló vagy némileg világosabb. Gyakran narancsszínű vagy vöröses folyadékcseppeket izzad.
Spórapora rózsaszínű. Spórája majdnem kerekded, finoman szemölcsös, inamiloid, mérete 6-9 x 6-7,5 µm.

### Hasonló fajok
Könnyen felismerhető, jellegzetes külsejű gomba.  

## Elterjedése és termőhelye
Eurázsiában és Észak-Amerikában honos. Magyarországon ritka, összesen hat helyről ismert az Északi-középhegységből, a Vértesből és a Gemenci-erdőből.
Lombos fák (pl. bükk vagy szil) elhalt, korhadó törzsén, ágain él, általában árnyas, nedves környezetben. Augusztustól októberig terem. 
Nem ehető. Magyarországon védett, természetvédelmi értéke 5000 Ft.  

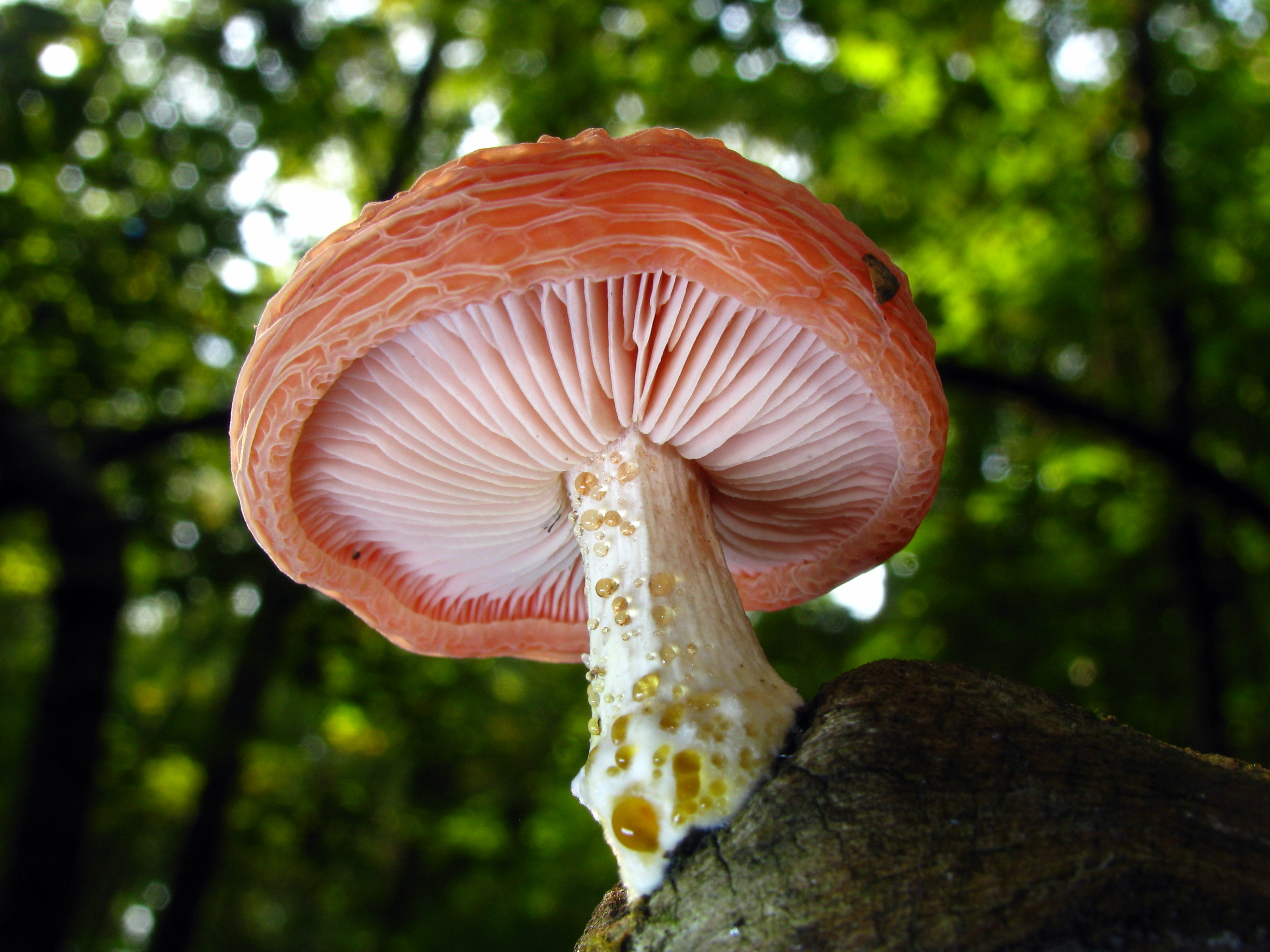
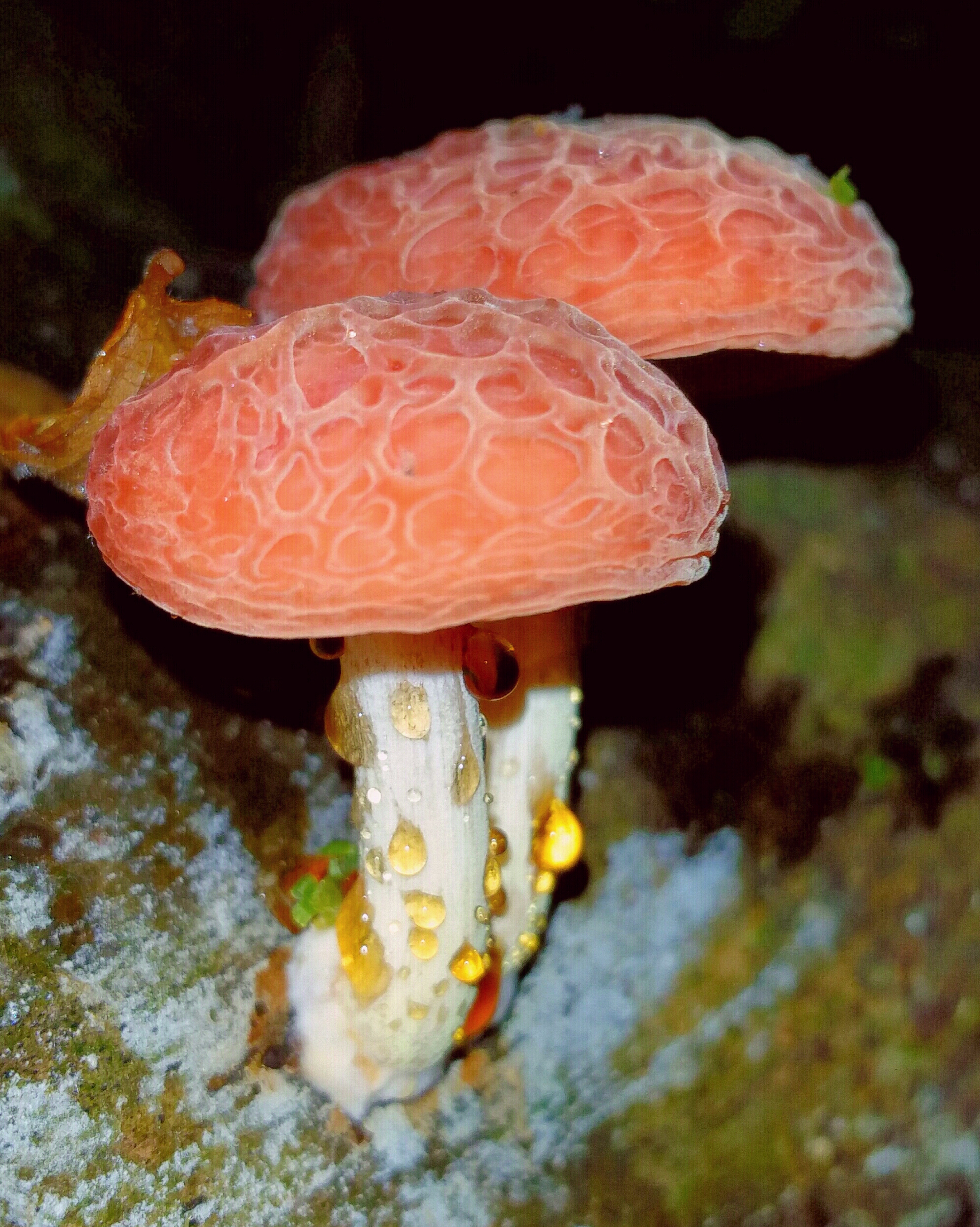
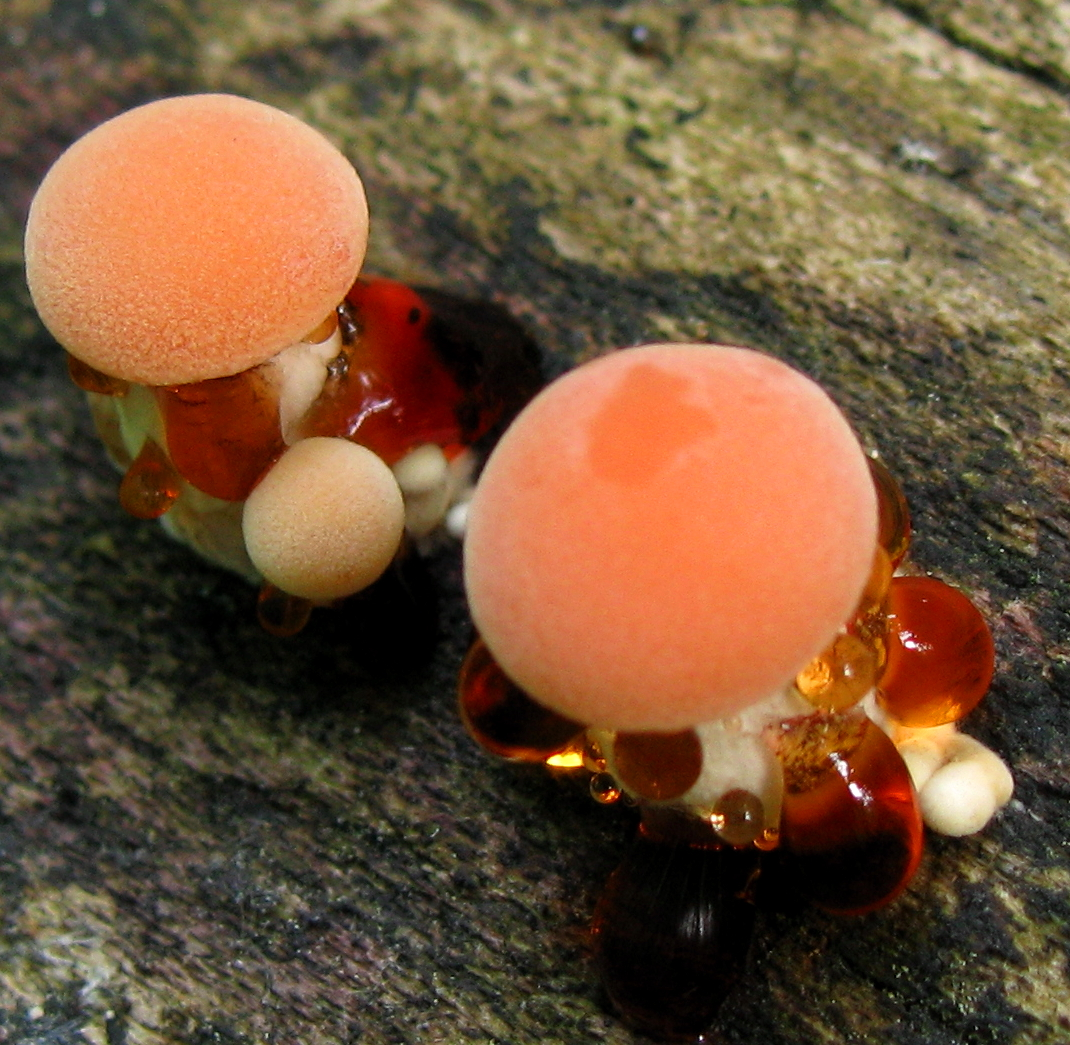
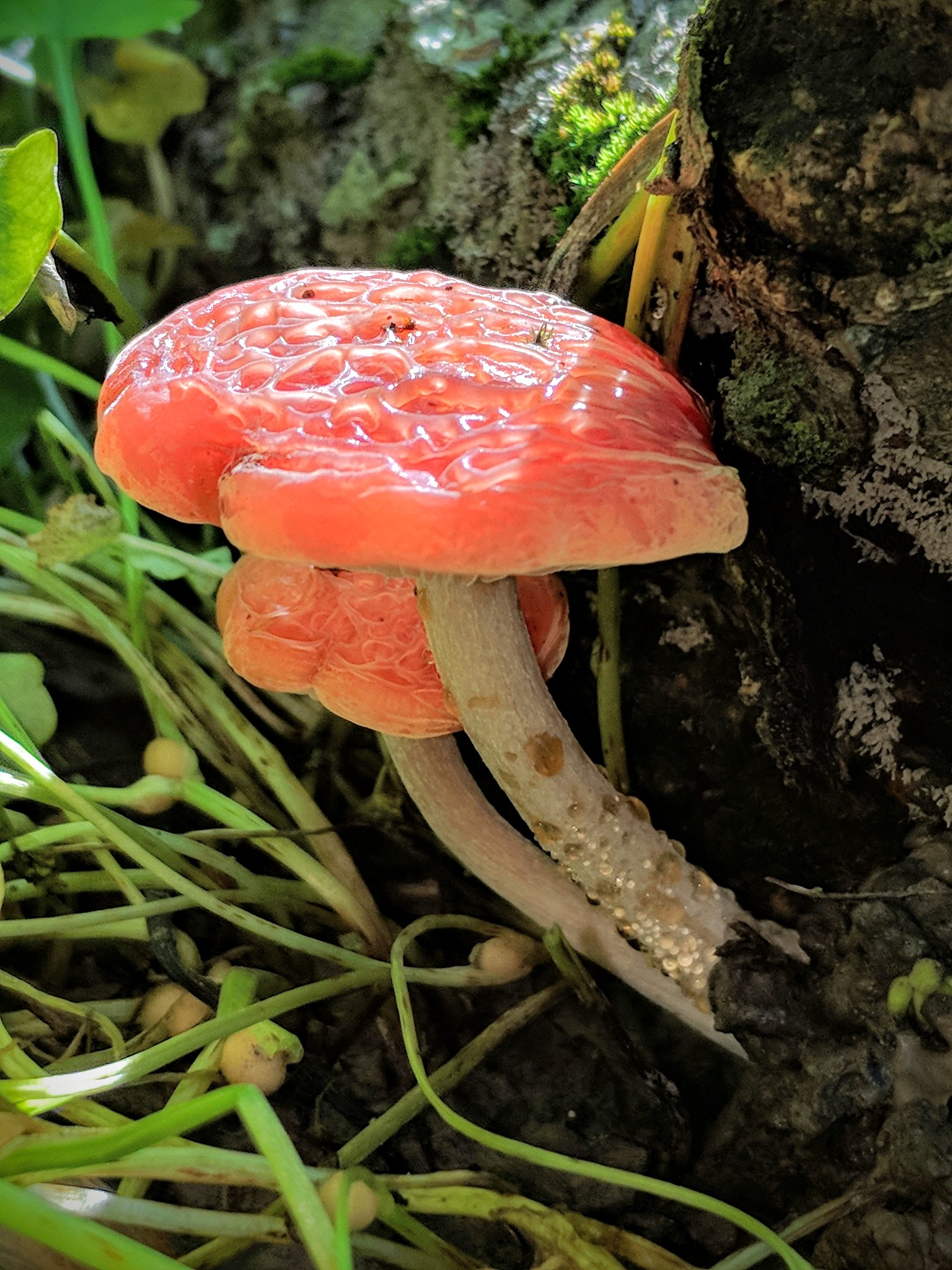
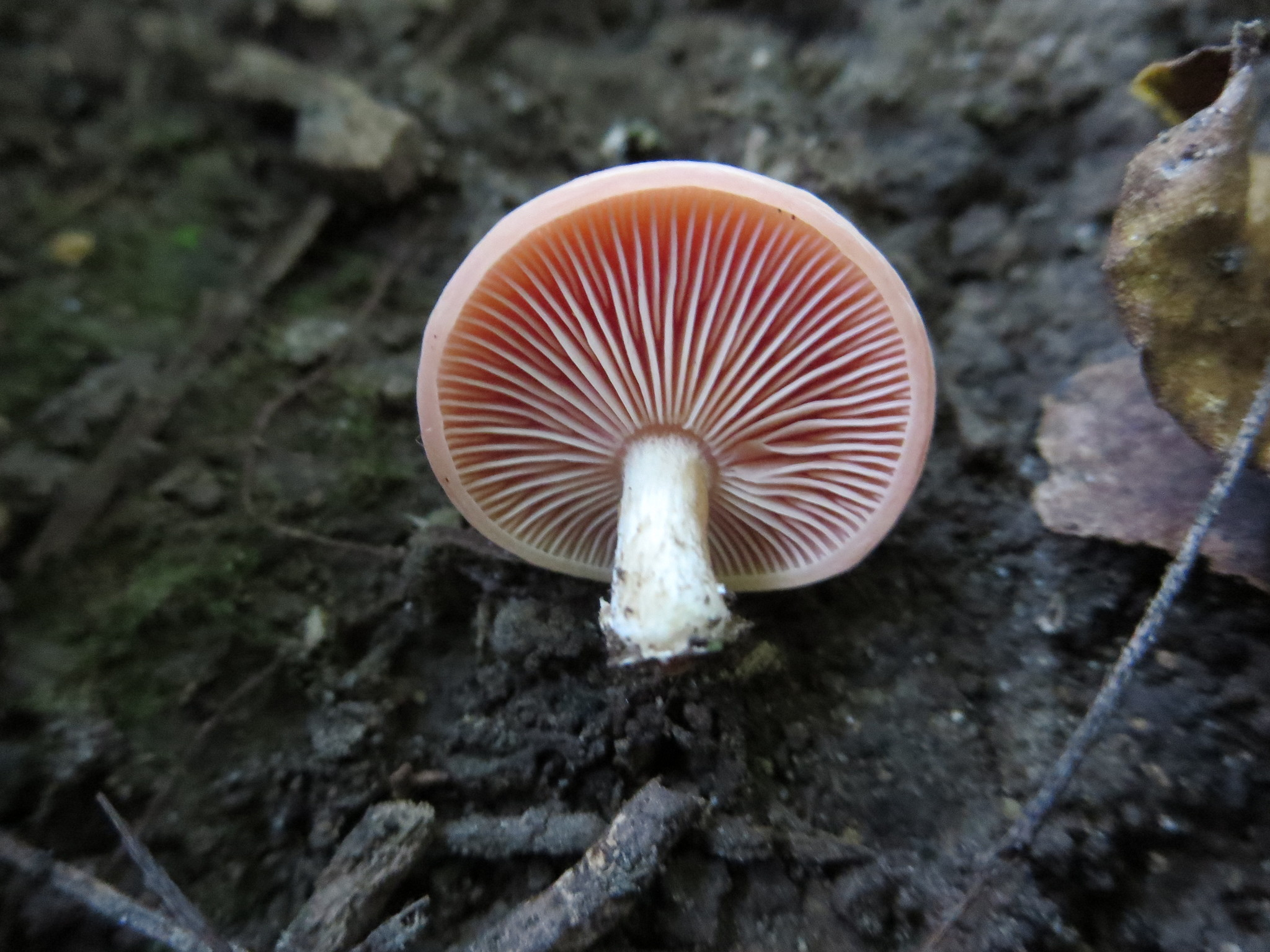